# Zuckermuseum
Het Suikermuseum (Zucker-Museum) in Berlijn is het oudste museum in zijn soort en werd op 8 mei 1904 samen met het toenmalige Instituut für Zuckerindustrie geopend. Het museum gaat over Duitse suikerindustrie. Sinds 1995 is een deel van het Duitse techniek museum gevestigd in het Duits Instituut voor Levensmiddelentechnologie in stadsdeel Wedding.

## Historische achtergrond
Voor Berlijn heeft suikerwinning een bijzondere betekenis, omdat een Berlijnse fysicus Franz Carl Achard, ooit begon met het experimenten met diverse zoete inheemse planten. Van de geteeld gewassen op zijn landgoed bleken de meeste geproduceerd te zijn. In 1799 bracht hij aan koning Frederik Willem III verslag uit over zijn geproduceerde suiker uit bieten. Met koninklijke steun richtte hij uiteindelijk in 1980 de eerste suikerfabriek ter wereld op.

## Onderwerpen ter tentoonstelling
Na een jaar van renoveringen werd het Suiker Museum heropend in 1989. De cultureel historische collectie over de geschiedenis van de suiker wordt tentoongesteld. Onderverdeeld in zeven thema's omvat de tentoonstelling de wetenschappelijke kernwaarden van suiker. Verder wordt ook de technische, culturele en politieke betekenis van suiker belicht.

## Suikerproductie
De industrialisatie zorgde ervoor dat suiker een populair voedingsmiddel werd. De tentoonstelling in het museum belicht de regio's waar suiker hoofdzakelijk werd verbouwd in Duitsland. Het toont de technische innovaties van de afgelopen 100 jaar, maar ook de economische en ecologische belangen van de nevenproducten zoals melasse en bagasse.

## Een wereld zonder suiker
Het museum toont ook de rol van suiker als energieleverancier en stelt de vraag of er een verband is tussen de consumptie van suiker en cariës. Een ander deel in het museum vertegenwoordigt het omzetten van glucose naar sacharose van planten.

## Zonder suiker geen alcohol
Er is ook een afdeling 'zonder suiker geen alcohol'. Deze bevindt zich in de wintertuin van het museum. De afdeling toont hoe de mens vele jaren geleden de werking van alcohol ontdekten, en hoe met behulp van suiker alcohol gewonnen wordt.